# يلي سفلي
يلي سفلي هي قرية في مقاطعة كليبر، إيران. عدد سكان هذه القرية هو 163 في سنة 2006.